# Pierre trattori
Pierre trattori è un'azienda familiare situata a Silvano d'orba (AL) che dal 1883 produce trattori da frutteto e vigneto.

## Modelli principali
- 4RMC18
- 327, 387, 407, 457, 557
- 358
- P796V
- P796V evo
- P796V evo RC
- APT
- MAMMUT 75
- MAMMUT 140